# Vallée de Hefer

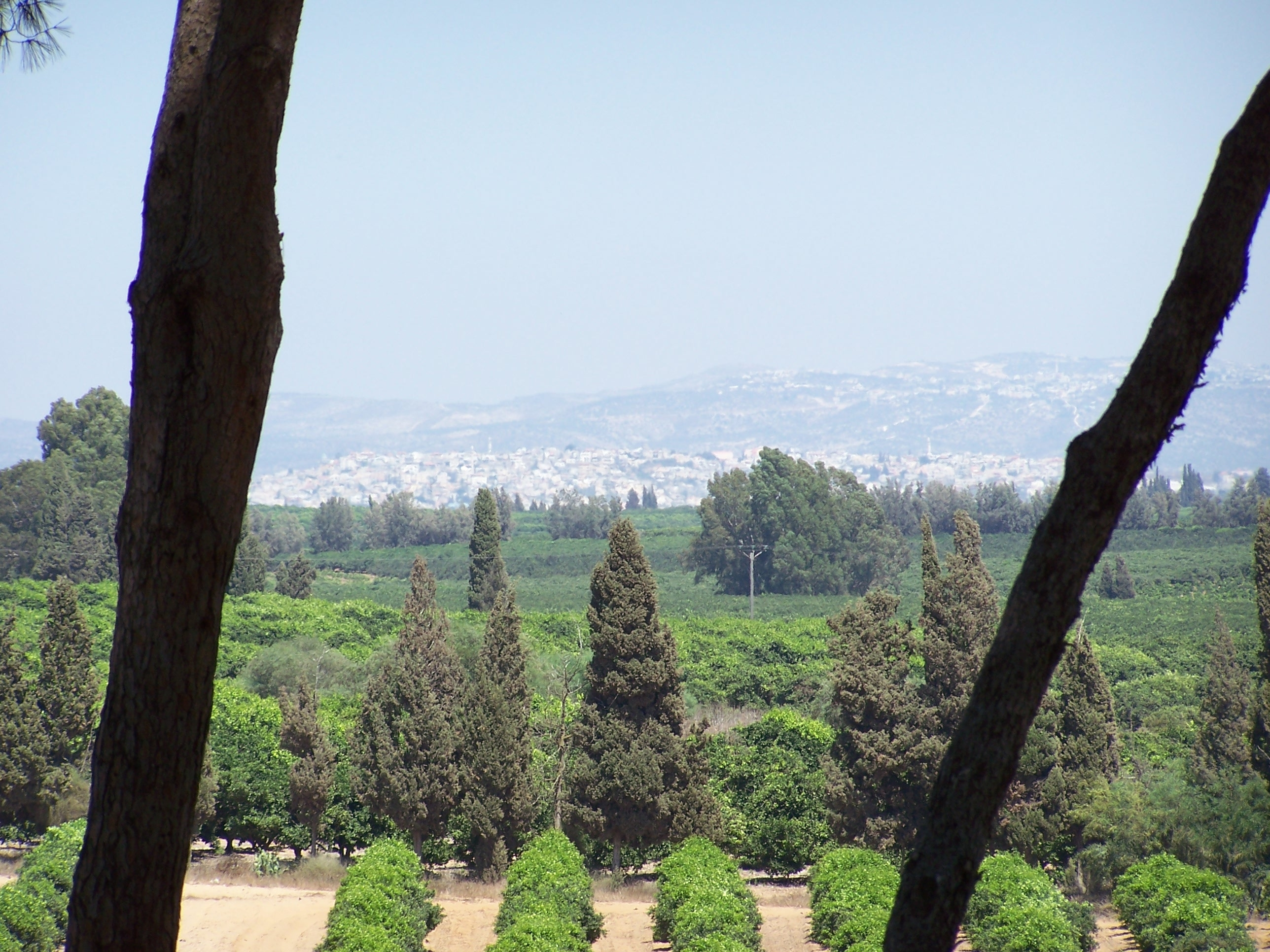
Vue de Guivat Haïm Ihoud

La vallée de Hefer est une vallée située dans la plaine côtière d’Israël, dans la partie nord du Sharon. Elle s’étend de la ville de Hadera au nord à Netanya au sud. Les villages de la vallée de Hefer sont rattachés au  conseil régional de la vallée de Hefer.
Les terres  de la vallée de Hefer ont été achetées en 1927 par Yéhoshoua Henkin grâce à des dons des Juifs de Winnipeg.

## Sources
- (he) Cet article est partiellement ou en totalité issu de l’article de Wikipédia en hébreu intitulé « עמק חפר » (voir la liste des auteurs).